# Hustle (canção)
"Hustle" é uma canção da cantora norte-americana Pink, lançada em 28 de março de 2019, como o primeiro single promocional de seu futuro oitavo álbum de estúdio Hurts 2B Human (2019), junto com a pré-encomenda do álbum. A música foi escrita por Pink, Jorgen Odegard e o vocalista do Imagine Dragons, Dan Reynolds. Reyolds também forneceu guitarras para a música.

## Vídeo lírico
O vídeo lírico oficial foi lançado em 28 de março de 2019, juntamente com o lançamento oficial da música em todas as plataformas.

## Desempenho nas paradas musicais
| Tabela musical (2019)            | Melhor posição |
| -------------------------------- | -------------- |
| Austrália (ARIA)                 | 69             |
| Escócia (Scottish Singles Chart) | 30             |
| Nova Zelândia Hot Singles (RMNZ) | 12             |
| Suíça (Schweizer Hitparade)      | 75             |

## Histórico de lançamento
| Região | Data             | Formato                    | Gravadora | Ref.        |
| ------ | ---------------- | -------------------------- | --------- | ----------- |
| Vários | 28 de março 2019 | download digital streaming | RCA       | [ 8 ] [ 9 ] |